# 约阿希姆·德鲁兹
约阿希姆·德鲁兹（德語：Joachim Drews，1980年6月30日—），德国男子赛艇运动员。他曾代表德国参加世界赛艇锦标赛，获得一枚金牌和一枚银牌，均来自男子轻量级八人单桨有舵手项目。